# Paulo André Barata
Paulo André Barata (Belém, 25 de setembro de 1946 — Belém, 25 de setembro de 2023) foi um cantor, compositor e instrumentista brasileiro.
Seu pai, o poeta Ruy Barata (falecido, em 1990), foi o mais constante e fiel parceiro.

## Discografia
- (1978) Nativo (LP)[3]
- (1980) Amazon River (LP)[3]
- (1997) Projeto Uirapuru - O Canto da Amazônia[4]

## Ligação externa
Paulo André Barata no Myspace